# Kauf Louisianas
Der Kauf Louisianas (englisch Louisiana Purchase; im Französischen vente de la Louisiane, d. h. Verkauf von Louisiana) war der Kauf von 2.144.476 km² Land, das die USA 1803 von Frankreich erwarben. Der Kaufpreis betrug 15 Millionen US-Dollar oder 80 Millionen französische Franc (7 US-Dollar pro km²). Gemessen an der Kaufkraft entspricht das einem heutigen Wert von circa 315 Millionen US-Dollar oder 147 Dollar pro km².

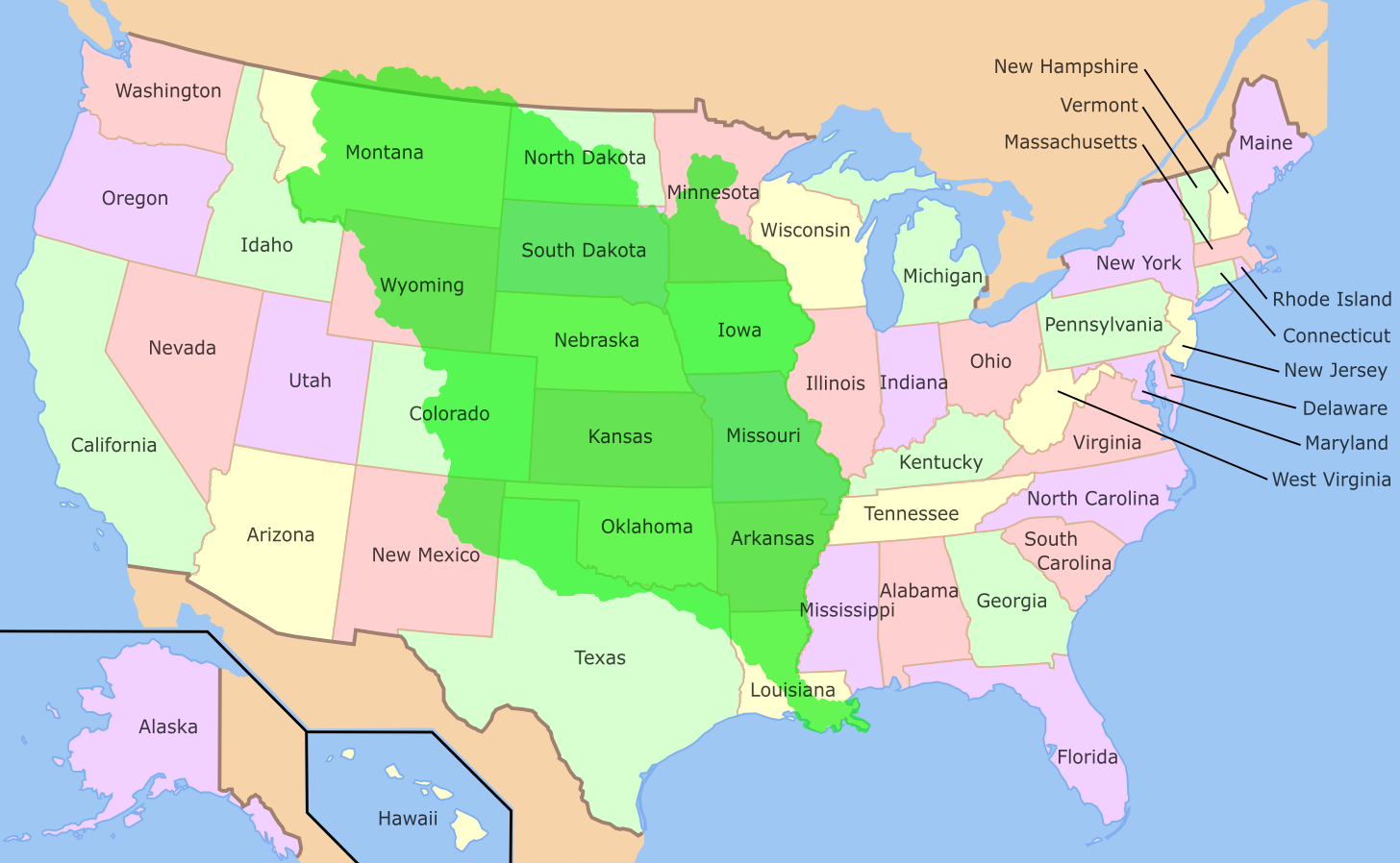
Die im Louisiana Purchase verkaufte Kolonie Louisiana (grün) mit heutigen Staatsgrenzen

Verkauft wurde das Gebiet der ehemaligen Kolonie Louisiana, das westlich des Mississippi River lag. Dieses Gebiet ist viel größer als der heutige Staat Louisiana: Es umfasst außer Teilen des heutigen Louisiana auch die heutigen Staaten Arkansas, Missouri, Iowa, Oklahoma, Kansas und Nebraska sowie Teile von Minnesota, North Dakota, South Dakota, Texas, New Mexico, Colorado, Wyoming, Montana, außerdem noch Randgebiete der kanadischen Provinzen Manitoba, Saskatchewan und Alberta.
Der Kauf Louisianas war das größte Grundstücksgeschäft der Geschichte. Das gekaufte Land verdoppelte damals das Territorium der Vereinigten Staaten und macht fast ein Viertel des heutigen Staatsgebiets aus.

## Hintergrund
Landwirtschaftliche Güter aus den Gebieten der USA, die westlich der Appalachen lagen, wurden gegen Ende des 18. Jahrhunderts hauptsächlich über den Mississippi River verschifft. Kontrolliert wurde der Mississippi vom Hafen der Stadt New Orleans, die Spanien gehörte. Aufgrund des 1795 geschlossenen Pinckney-Vertrags mit Spanien hatten amerikanische Kaufleute Schifffahrtsrechte auf dem Mississippi River. Nachdem Napoleon Bonaparte im Jahr 1800 Louisiana und damit auch New Orleans wieder unter französische Kontrolle gebracht hatte (Dritter Vertrag von San Ildefonso), fürchtete die US-Regierung, das Recht zur Nutzung des Hafens zu verlieren. US-Präsident Thomas Jefferson kam deshalb zu dem Schluss, dass es das Beste sei, die Stadt New Orleans und deren nähere Umgebung zu kaufen, um langfristig den Zugang zum Mississippi zu sichern. Jefferson sandte 1801 James Monroe und Robert R. Livingston nach Paris, um über den Kauf zu verhandeln. Jeffersons Anliegen wurde zunächst zurückgewiesen.

## Die Verhandlungen
1802 wurde Pierre Samuel du Pont de Nemours gewonnen, um die Verhandlungen zu unterstützen. Du Pont lebte damals in den USA und hatte enge Verbindungen sowohl zu Thomas Jefferson als auch zu einflussreichen Kreisen in Frankreich. Während eines Privataufenthalts in Frankreich nahm er Verbindung mit Napoleon auf. Von ihm stammt die Idee eines weit größeren Kaufs als des ursprünglich geplanten, um so einen möglichen Konflikt zwischen Napoleon und den USA zu vermeiden.
Jefferson hielt nichts von dieser Idee, denn der Kauf Louisianas von Frankreich würde bedeuten, dass Frankreich ein Recht habe, in Louisiana zu sein. Zudem glaubte Jefferson ähnlich wie die damalige Opposition, dass ein Präsident einen solchen Handel nicht abschließen dürfe, weil darüber nichts in der Verfassung stand und die Rechte der Einzelstaaten dadurch weiter ausgehöhlt würden. Auch der französische Außenminister Talleyrand war strikt gegen einen solchen Verkauf, weil er darin ein Ende der französischen Geheimpläne zur Übernahme Nordamerikas sah.
Als die Verhandlungen 1803 wieder in Paris aufgenommen wurden, boten die Franzosen über New Orleans hinaus ganz Louisiana zum Verkauf an, während West- und Ostflorida von Frankreich als weiterhin zu Spanien gehörig erklärt wurden. Dies widersprach den Vorgaben Jeffersons, der den Erwerb der beiden Floridas und von New Orleans als Ziel ausgegeben hatte. Die vor diesem Hintergrund nicht zum Kauf von ganz Louisiana autorisierten amerikanischen Unterhändler Monroe und Livingston hatten zuvor mit einem Preis von 2 Millionen Dollar allein für die Stadt New Orleans gerechnet und waren ursprünglich bereit, bis zu 10 Millionen Dollar für New Orleans und die nähere Umgebung zu zahlen. Als ihnen das gesamte Gebiet von Louisiana – vom Golf von Mexiko bis zur Südgrenze von Ruperts Land und vom Mississippi bis zu den Rocky Mountains – für nur 15 Millionen Dollar angeboten wurde, werteten sie Napoleons Angebot unter dem Eindruck des Angebotspreises als einzigartige historische Chance und akzeptierten ohne vorherige Konsultation mit Jefferson. Die endgültigen Verhandlungen wurden mit Napoleons Finanzminister François Barbé-Marbois geführt.
Dass Napoleon, der damals die stärkste Armee in Europa hatte, Pläne für ein gefestigtes französisches Imperium in der Neuen Welt nach und nach aufgab, hatte mehrere Gründe. Schon weit vor der napoleonischen Regierungszeit, spätestens seit dem Pariser Frieden am 10. Februar 1763, mit dem die östlichen Gebiete Louisianas an England gefallen waren, ebenso wie die Kolonien in Kanada und Indien, lag Amerika nicht mehr im Mittelpunkt französischer Interessen. Für Frankreich war dieser Friedensschluss eine große koloniale Niederlage und das Ende des Traums von einem französischen Nordamerika. Angesichts einer drohenden Niederlage napoleonischer Truppen in der für Napoleon profitabelsten Kolonie Saint-Domingue (heute: Republik Haiti) hatte er eine Expeditionsarmee unter seinem Schwager Charles Victoire Emmanuel Leclerc entsandt, der versuchen sollte, die dortige Kontrolle zurückzugewinnen. Noch im Juni 1802 hatten die Franzosen zwar erfolgreich den Revolutionsführer Toussaint Louverture nach Frankreich deportiert, aber das Gelbfieber wütete unter den Soldaten und tötete im November auch Leclerc. Darüber hinaus führte die rassistische Politik der Franzosen in Guadeloupe und in Saint-Domingue zu einem Guerilla-Krieg und zum Überlaufen führender französischer Offiziere, wie zum Beispiel des schwarzen Generals Jean-Jacques Dessalines und des Offiziers Alexandre Sabès Pétion im Oktober 1802. Im November 1803 zogen sich die Franzosen zurück; ihre Niederlage war schon ein Jahr zuvor abzusehen.
Den Verkauf von Louisiana nutzte Napoleon als Geste des guten Willens gegenüber den USA und als strategischen Schachzug gegen die Briten. Ein starkes Amerika konnte als Puffer gegen Britannien dienen, wenn der unvermeidliche Entscheidungskampf kommen würde. Möglicherweise erhoffte er sich auch die Unterstützung der USA bei seiner Seeblockade gegen England.
Bereits zum Jahresende 1802, als über den Transfer des Kaufpreises gesprochen und beraten wurde, suchte Alexander Baring von der Barings Bank in Paris die Chance zur Teilhabe. Im Mai 1803 erzielte der französische Staatsschatz mit den Bankhäusern Baring und Hope eine Übereinkunft zur Art und Weise, wie der Kaufpreis Frankreich zufließen sollte. Ein erneut ausgebrochener Krieg mit England trieb zur Eile und ein Verkauf aller betreffenden Wechsel an Barings und Hopes schien für den französischen Staatsschatz der sicherste Weg, ein gutes Ende für sich zu behalten. Größtenteils war es Pierre César Labouchères Arbeit, ein im April 1804 abgeschlossenes Zusatzabkommen auszuhandeln.
Napoleon führte den Verkaufserlös seiner Kriegskasse zu und strebte nunmehr die Kontrolle über ganz Europa an. Er führte 1805 den Dritten Koalitionskrieg (gegen Österreich) und 1806/7 den Vierten Koalitionskrieg (1806 gegen Preußen und 1807 gegen Preußen und Russland). Dieser Krieg endete mit dem Frieden von Tilsit (7. Juli 1807). Napoleon herrschte nun über den größten Teil des europäischen Kontinents.

## Opposition in den USA
In den USA waren die Föderalisten strikt dagegen, das Territorium zu kaufen. Sie waren für enge Beziehungen zu Großbritannien statt zu Napoleon. Nach ihrer Meinung war der Kauf nicht verfassungskonform, außerdem hätten die USA viel Geld gezahlt, nur um Spanien den Krieg zu erklären. Es gab auch Befürchtungen, dass der politische Einfluss der Staaten an der Ostküste durch die neuen Bürger im Westen eingeschränkt werden könnte – ein Konflikt zwischen den Farmern im Westen und den Kaufleuten und Bankiers in Neuengland. Eine Gruppe von Föderalisten unter der Führung des Senators Timothy Pickering aus Massachusetts ging sogar so weit, eine separate nördliche Konföderation zu fordern. Man bot dem Vizepräsidenten Aaron Burr die Präsidentschaft über den Separatisten-Staat an, wenn er den Staat New York zum Mitmachen überreden würde. Alexander Hamilton stellte sich gegen Burr. Ihre Feindschaft wuchs mit der Wahl von 1801 und endete 1804 mit Hamiltons Tod bei einem Duell mit Burr.

## Unterzeichnung und Durchführung

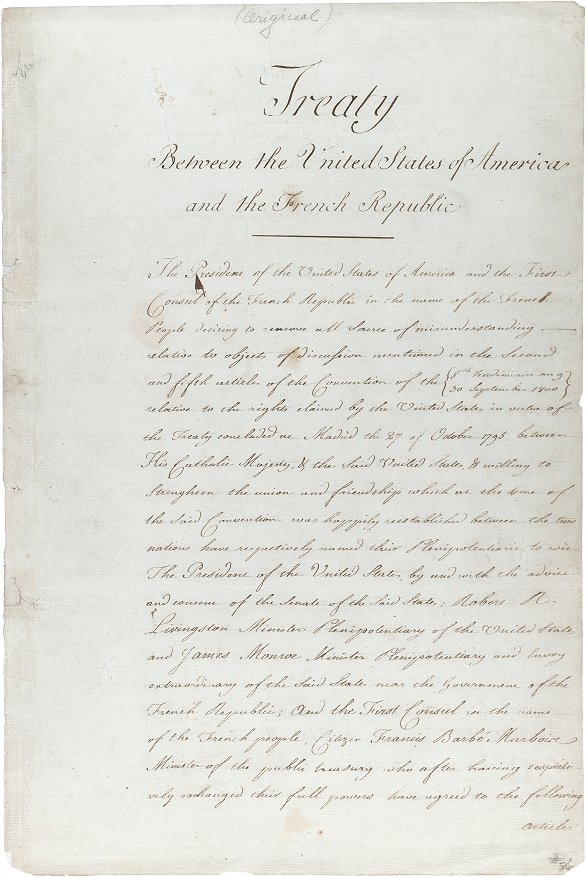
Der „Vertrag zwischen den Vereinigten Staaten von Amerika und der Französischen Republik“

Am 30. April 1803 wurde der Vertrag von Robert R. Livingston, James Monroe und François Barbé-Marbois in Paris unterzeichnet. Thomas Jefferson nutzte den 4. Juli, um den anfänglich nicht unumstrittenen Vertrag dem amerikanischen Volk bekannt zu geben. Der US-Senat ratifizierte ihn am 20. Oktober und autorisierte Präsident Jefferson am 31. Oktober, das Territorium in Besitz zu nehmen und eine vorläufige Militär-Regierung zu errichten. Es wurden auch Planungen zur Erkundung und Kartierung des Gebiets begonnen. Daraus entstand später die Lewis-und-Clark-Expedition.
Am 31. Oktober 1803 verabschiedete der US-Kongress Gesetze, die die Fortführung der bestehenden Zivilverwaltung ermöglichten und den Präsidenten ermächtigten, Militär zur Aufrechterhaltung der öffentlichen Ordnung einzusetzen. Am 20. Dezember 1803 übergab Frankreich die Stadt New Orleans an die USA. Am 10. März 1804 wurde in St. Louis eine offizielle Feier zum Übergang des Territoriums von Frankreich auf die USA abgehalten.
Auf Anweisung von James Monroe wurde ab 1815 begonnen, die neuen Gebiete zu vermessen. Zu diesem Zweck wurde eigens ein Vermessungspunkt konstruiert, an dessen Stelle 1926 ein Gedenkstein gesetzt wurde und der 1961 Anlass für die Entstehung des Louisiana Purchase State Park war.

## Konflikt mit Spanien
Der Louisiana Purchase führte zu einem Streit zwischen den USA und Spanien über die Grenzen des gekauften Gebiets. Nach Ansicht der Spanier bestand Louisiana in etwa aus der westlichen Hälfte der heutigen Staaten Louisiana, Arkansas und Missouri. Die Vereinigten Staaten behaupteten dagegen, es erstrecke sich bis zum Rio Grande und den Rocky Mountains. Das konnte Spanien nicht akzeptieren, denn es hätte bedeutet, dass ganz Texas und die Hälfte von New Mexico, beides spanische Kolonien, dazugehörten. Es gab auch Meinungsverschiedenheiten über den Eigentümer von Westflorida, ein Streifen Land zwischen den Flüssen Mississippi und Perdido. Die USA behaupteten auch hier, dass das Gebiet zu dem Kauf gehöre. Spanien widersprach dem und vertrat die Meinung, dass östlich des Mississippi lediglich New Orleans zu dem Kauf gehöre.
Im Übrigen sei der ganze Verkauf aus zwei Gründen illegal: Das Abkommen, mit dem Louisiana nach dem Siebenjährigen Krieg von Frankreich an Spanien übergeben wurde (Vertrag von Fountainebleau, geschlossen am 3. November 1762 zwischen dem französischen König Ludwig XV. und dem spanischen König Karl III.), habe in einem geheimen Anhang festgelegt, dass das Gebiet nicht an eine dritte Macht weitergegeben werden dürfe. Mit dem Vertrag von San Ildefonso am 1. Oktober 1800 wurde Spanien zur Rückgabe von Louisiana an Frankreich unter Napoleon gezwungen. Napoleon habe einen Teil dieses Vertrages nicht erfüllt, nämlich ein Königreich in Italien an einen Schwager des spanischen Königs Karl IV. zu übergeben.
Nach einer Revolte in Westflorida annektierten die USA 1810 das Gebiet zwischen dem Pearl River und dem Red River und 1812 den Mobile-District. Mit dem Adams-Onís-Vertrag von 1819 überließ Spanien schließlich ganz Florida den USA. Die Grenze zwischen dem Louisiana-Territorium und den spanischen Kolonien wurde entlang der Flüsse Sabine River, Red River und Arkansas River und dem 42. Breitengrad festgelegt.

## Würdigung
Aus Anlass des 100-jährigen Jubiläums fand die Louisiana Purchase Exposition statt.

## Einzelbelege
1. ↑  Hierfür wurde zunächst der Umrechnungsfaktor zwischen den Jahren 1803 und 2013 benutzt; dieser beträgt 700/45 ≈ 15,6 lt. CONSUMER PRICE INDEX (ESTIMATE) 1800- (Memento vom 3. September 2014 im Internet Archive) (englisch). Dadurch kommt man auf die Werte 234 Millionen US-Dollar bzw. 109 US-Dollar. Ab 2013 wird dann mit der Vorlage:Inflation umgerechnet, wobei auf volle 1.000.000 bzw. 1 US-Dollar gerundet wird. Hierdurch erhält man die endgültige Umrechnung auf Januar 2025.
2. ↑  Marten G. Buist: At spes non fracta. Hope & Co. 1770–1815. Den Haag 1974, S. 403
3. ↑  Marten G. Buist (1974) S. 57